# くっつくんです
くっつくんですとは、バンダイのカプセルトイ（ガシャポン）で販売されている塗装された塩ビ製キャラクターの裏に磁石の付いたおもちゃである。
販売価格はスタンダードシリーズは100円、その他シリーズが200円。

## 概要
くっつくんですは、2008年時点で45以上ものシリーズが出ており、中でも『それいけ!アンパンマン』が長寿人気シリーズで、現在もリリース中。派生シリーズで「はさむんです」というクリップタイプのタイトルも発売されていた。

## シリーズラインナップ
とくに「男の子向け」「女の子向け」といったジャンル分けなく幅広くリリースされている。

### スタンダードシリーズ
- 美少女戦士セーラームーンS 1 - 2
- SLAMDUNK　1 - 3
- すーぱーぷよぷよ
- それいけ!アンパンマン 1 - 70
- クレヨンしんちゃん 1 - 2
- 美少女戦士セーラームーンSS 1 - 2
- ウルトラマン 1 - 7
- きかんしゃトーマスとなかまたち 1 - 5
- サンリオ 1 - 11
- 激走戦隊カーレンジャー
- P-kies ゴー!ゴー!コニーちゃん!
- バーバパパ
- たまごっち 1 - 2
- 夢のクレヨン王国
- ポケットモンスター 1 - 6
- 仮面ライダー 1 - 3
- ドラえもん 1 - 6
- おじゃる丸 1 - 6
- だんご3兄弟
- おかあさんといっしょ ぐ〜チョコランタン 1 - 2
- いないいないばあっ! 1 - 2
- ベイビーフィリックス
- ONE PIECE
- 忍風戦隊ハリケンジャー
- おジャ魔女どれみドッカ～ン!
- 美少女戦士セーラームーンワールド
- 爆竜戦隊アバレンジャー 1 - 2
- 美少女戦士セーラームーン（実写版）
- 特捜戦隊デカレンジャー
- パンツぱんくろう
- ウルトラマンネクサス
- ふたりはプリキュア Max Heart
- ポケットモンスター アドバンスジェネレーション 1 - 2
- 魔法戦隊マジレンジャー
- 仮面ライダー響鬼
- ケロロ軍曹
- おでんくん
- ふしぎ星の☆ふたご姫
- ネポス・ナポス
- ハローキティりんごの森のファンタジー
- ふたりはプリキュアSplash Star
- 轟轟戦隊ボウケンジャー
- ハローキティ～REDシリーズ～
- 炎神戦隊ゴーオンジャー
- うちの3姉妹
- みいつけた!

### くっつくんですDX
- それいけ!アンパンマン 1 - 3
- サンリオ
- も～っとおジャ魔女どれみ 1 - 2
- おジャ魔女どれみドッカ～ン

### くっつくんですワールド
- ONE PIECE

### くっつくんです+
- ～ねこしぐさ～